# Inocencio Burgos
Inocencio Burgos Riestra (Cabueñes, Gijón, 13 de mayo de 1900 - Ciudad de México, 20 de febrero de 1988) fue un minero y político socialista español.

## Biografía
A los 12 años se incorporó a trabajar en las minas asturianas y, al mismo tiempo, al Sindicato de Obreros Mineros de Asturias (SOMA-UGT). Dos años más tarde se afilió al Partido Socialista Obrero Español (PSOE). Tras pasar dieciocho años trabajando en Duro Felguera, fue elegido vicepresidente del SOMA y secretario general de la Unión General de Trabajadores (UGT) asturiana. Miembro del sector prietista del PSOE, en las elecciones municipales de 1931 que dieron lugar a la proclamación de la República, fue elegido concejal de Siero y, después, alcalde, cargo que ocupó hasta la revolución de 1934 cuando fue detenido mientras se desembarcaban armas del buque Turquesa. Estuvo preso hasta 1936, momento en el que se presentó con el PSOE en la candidatura del Frente Popular en las elecciones generales, obteniendo el escaño por la circunscripción de Oviedo.
Cuando se produjo el golpe de Estado de julio de 1936 que dio lugar a la Guerra Civil, Inocencio se encontraba en tren camino de Asturias desde Málaga. Aunque pudo llegar a su destino, el golpe había triunfado en Oviedo y no pudo llegar hasta su familia. Se unió a la resistencia a los sublevados en el batallón de mineros Manuel Llaneza. Fue herido en dos ocasiones, participó como comisario en el Consejo Soberano de Asturias y León y, con el avance sublevado, terminó combatiendo en Cataluña, llegando al grado de comandante encargado de la defensa antiaérea de Barcelona. Terminada la guerra se exilió en México, donde se estableció en la hostelería para trabajar más tarde en una empresa constructora.